# Amt Rhede
Das Amt Rhede war ein Amt im alten Kreis Borken in Nordrhein-Westfalen. Im Rahmen der nordrhein-westfälischen Gebietsreform wurde das Amt zum 1. August 1968 aufgelöst.

## Geschichte
Im Rahmen der Einführung der Landgemeindeordnung für die Provinz Westfalen wurde 1845 im alten Kreis Borken aus der Bürgermeisterei Rhede das Amt Rhede gebildet. Dem Amt gehörten sechs Gemeinden an:
- Altrhede
- Büngern
- Krechting
- Krommert
- Rhede
- Vardingholt

Am 1. April 1955 wurde Altrhede nach Rhede eingemeindet.
Das Amt Rhede wurde zum 1. August 1968 durch das Gesetz über den Zusammenschluß der Gemeinden des Amtes Rhede aufgelöst. Seine fünf Gemeinden wurden zur neuen Gemeinde Rhede zusammengeschlossen, die auch Rechtsnachfolgerin des Amtes ist und zum neuen Kreis Borken gehört.

## Einwohnerentwicklung
| Jahr | Einwohner | Quelle |
| ---- | --------- | ------ |
| 1858 | 4.488     | [ 4 ]  |
| 1871 | 4.236     | [ 5 ]  |
| 1885 | 4.183     | [ 6 ]  |
| 1910 | 5.394     | [ 7 ]  |
| 1939 | 8.015     | [ 8 ]  |
| 1950 | 10.489    | [ 9 ]  |
| 1968 | 13.221    | [ 9 ]  |